# Cyrtodactylus tautbatorum
Cyrtodactylus tautbatorum là một loài thằn lằn trong họ Gekkonidae. Loài này được Welton, Siler, Diesmos & Brown mô tả khoa học đầu tiên năm 2009.